# Rockanje

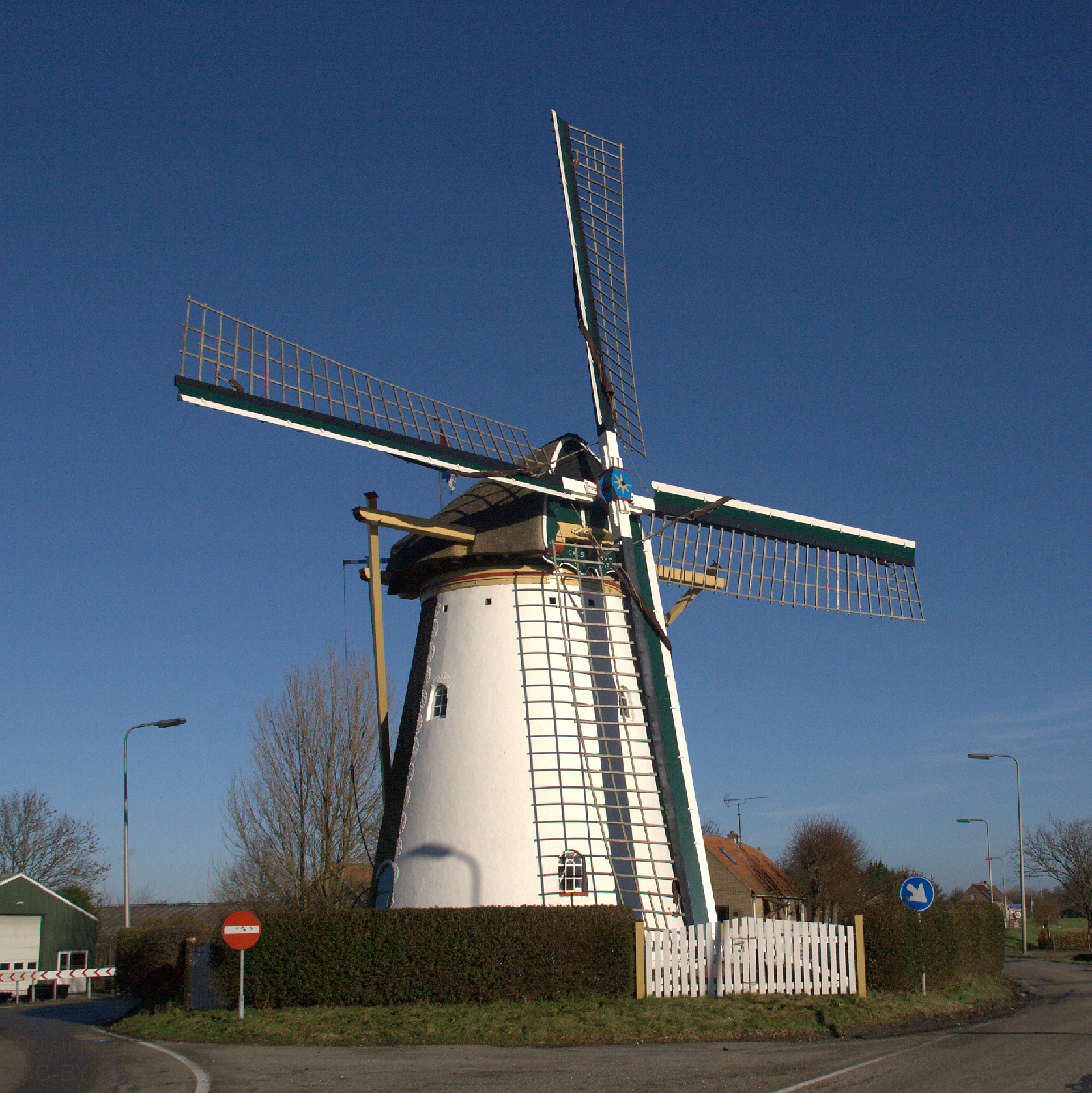
Il mulino di Rockanje

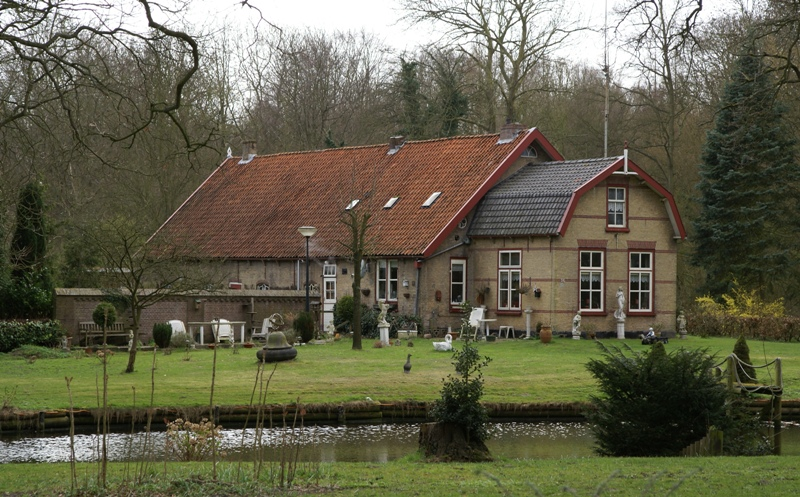
Rockanje: la tenuta Strijpemonde

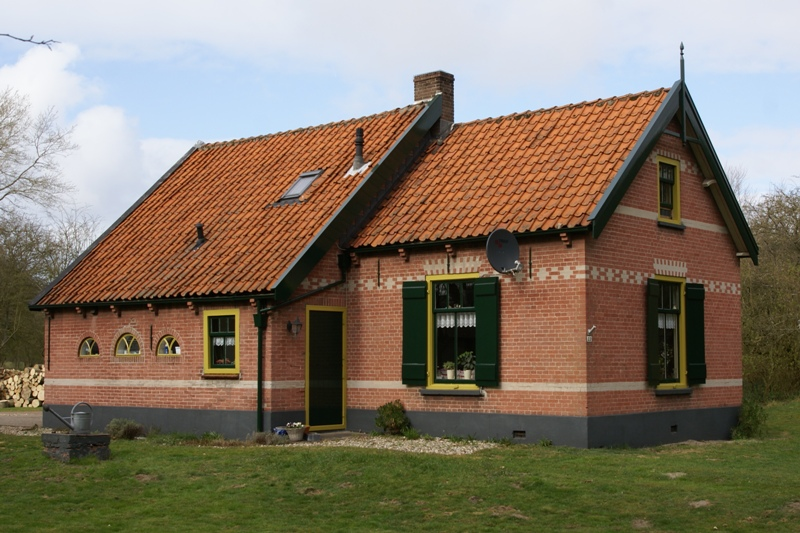
Edificio classificato come rijksmonument a Rockanje

Rockanje aan Zee o semplicemente Rockanje  (30,03 km²) è una località balneare sul Mare del Nord del sud-ovest dei Paesi Bassi, facente parte della provincia dell'Olanda Meridionale e situata nell'isola di Voorne, che costituisce una parte della penisola di Voorne-Putten; dal punto di vista amministrativo, si tratta di un ex-comune, dal 1980 accorpato alla municipalità di Westvoorne, di cui è il capoluogo. Conta una popolazione di circa 4.500 abitanti.

## Geografia fisica

### Collocazione
Rockanje si trova poco a nord della diga che collega la penisola di Voorne-Putten con la penisola di Goeree-Overflakkee, tra le località di Brielle ed Abbenbroek (rispettivamente a sud-ovest della prima e a nord-ovest della seconda), a circa 10 km a nord/nord-ovest di Hellevoetsluis.

## Società

### Evoluzione demografica
Nel 2011, la popolazione stimata era di 4.400 abitanti.
Al censimento del 2001, contava invece una popolazione pari a 4.675, mentre al censimento del 1991 contava 4.810 abitanti.

## Storia
Il 29 luglio 1889, Rockanje diventò ufficialmente una stazione balneare.

## Stemma
Lo stemma di Rockanje raffigura due fiori argentati su sfondo nero, legati assieme da un nastro.

## Monumenti e luoghi d'interesse
Rockanje vanta 16 edifici classificati come rijksmonumenten.

### Chiesa protestante
L'edificio più antico di Rockanje è la chiesa protestante, le cui origini risalgono al 1389.

### Cimitero "Maria Rust"
Altro luogo d'interesse è il Cimitero "Maria Rust", il vecchio cimitero della città, realizzato a partire dal 1828 e non più in funzione dal 1950, anno in cui fu costruito il cimitero nuovo.

### Mulino di Rockanje
A Rockanje si trova inoltre un mulino a vento, noto come mulino di Rockanje, che risale al 1718.

### Strijpemonde
Altro luogo d'interesse è la tenuta Strijpemonde, un complesso, che nella forma attuale, risale al 1910.

### Openluchtmuseum De Duinhuisjes
Altro luogo d'interesse di Rockanje è l'Openluchtmuseum De Duinhuisjes, un museo all'aperto (openluchtmuseum), che raccoglie edifici risalente al periodo tra il 1850 e il 1910.

### Museo "In den haven maen"
Altro museo di Rockanje è il Museo "In den haven maen", che mostra oggetti antichi provenienti da negozi di vario genere.

## Sport
A Rockanje si svolgono le Rockanje Classic Races, gare di motocross, che costituiscono uno dei due principali avvenimenti del genere nei Paesi Bassi.